# Frances Brooke
Pour les articles homonymes, voir Brooke.
Frances (Moore) Brooke (24 janvier 1724, Claypole dans le Lincolnshire – 23 janvier 1789, Sleaford) est une femme de lettres britannIque.

## Biographie
Frances Moore est née à Claypole, dans le Lincolnshire, fille d'un ecclésiastique. Elle n'a que trois ans lorsque son père meurt. Sa mère meurt peu après.
Elle s'installe à Londres vers la fin des années 1740, où elle entame sa carrière de poète et de dramaturge. Sous le pseudonyme de « Mary Singleton, vieille fille », elle édite 37 numéros d'un périodique hebdomadaire, The Old Maid (1755-1756).
En 1756, elle épouse le révérend Dr John Brooke, recteur de Colney, dans le Norfolk. L'année suivante, il part au Canada comme aumônier militaire tandis qu'elle reste en Angleterre. En 1763, elle écrit son premier roman, The History of Lady Julia Mandeville, que Voltaire juge « peut-être le meilleur roman de ce genre qui ait paru en Angleterre depuis Clarisse et Grandisson ». La même année, elle s'embarque pour le Québec, au Canada, pour rejoindre son mari.
À l'automne 1768, elle retourne à Londres et publie The History of Emily Montague (1769), le premier roman écrit au Canada. Ce bref séjour en Amérique du Nord a amené certains critiques à la qualifier de « première romancière d'Amérique du Nord »[Qui ?].
Brooke est décédée à Sleaford, en Angleterre, à l'âge de 65 ans.

## Publications
- Letters from Juliet Lady Catesby to her friend, Lady Henrietta Campley - 1760 (traduction du roman épistolaire français par Marie-Jeanne Riccoboni, 1759)
- The History of Lady Julia Mandeville - 1763 (traduction française attribuée à Bouchaud (Mathieu-Antoine Bouchaud?) par Barbier: Histoire de Julie Mandeville ou lettres traduites de l'anglois sur la troisième édition par M. B*** - 1764. Une autre traduction, Histoire de Milady Julie Mandeville, parut la même année)
- The History of Emily Montague - 1769 (traduction française par Jean-Baptiste-René Robinet: Histoire d'Émilie Montague - 1770)
- The Excursion - 1777 (traduction française par Henri Rieu: L'Excursion, ou l'Escapade - 1778)
- The Siege of Sinopoe - 1781
- Rosina : A Comic Opera, in Two Acts - 1783
- Marian : A Comic Opera, in Two Acts - 1788
- The History of Charles Mandeville - 1790

## Liens
- Œuvres de Frances Brooke sur le projet Gutenberg
- Rebecca Garwood, biographie de Frances Brooke (1724-1789) sur www.chawton.org
- 'Selected bibliography' (jusqu'en 2000) : Frances Moore Brooke par Jessica Smith et Paula Backscheider

### Source
Cet article comprend des extraits du Dictionnaire Bouillet. Il est possible de supprimer cette indication, si le texte reflète le savoir actuel sur ce thème, si les sources sont citées, s'il satisfait aux exigences linguistiques actuelles et s'il ne contient pas de propos qui vont à l'encontre des règles de neutralité de Wikipédia.